# 밥 코헤르
밥 코헤르(Bob Koherr, 1953년 1월 1일 ~ )는 미국의 드라마 감독, 배우이다.

## 작품 목록

### 영화 출연
- 퍼펙트 타겟 (1997)
- 펄프 픽션 또 다른 이야기 (1997, Plump Fiction)
- 아웃사이더 (1998, Gangster World)
- 인퍼노 (1998, Inferno)
- 파이어하우스 독 (2007) - 목소리 출연
- 윗치 마운틴 (2009)

### 텔레비전 드라마 연출
- 찰리야 부탁해 (2010-14)
- 더 드루 케리 쇼 (2000-04, The Drew Carey Show)
- 조지 로페즈 (2005-07)
- 아웃 오브 프랙티스 (2006, Out of Practice)
- 어코딩 투 짐 (2006)
- 트루 잭슨 (2009)
- 우리가족 마법사 (2009-2010)